# Spalax arenarius
Spalax arenarius is een zoogdier uit de familie van de Spalacidae. De wetenschappelijke naam van de soort werd voor het eerst geldig gepubliceerd door Reshetnik in 1939.